# 少年復仇者聯盟：明日英雄
《少年復仇者聯盟：明日英雄》（英語：Next Avengers: Heroes of Tomorrow）是一部改編漫威漫畫的動畫電影，在2008年9月2日發行。主要講述復仇者聯盟的壯二代對抗機械人奧創的故事。

## 劇情
每當人類的安全受到威脅，地球最強大的英雄，復仇者聯盟，就會出現制止—直到他們跟打不死的機器人奧創終極一戰時壯烈犧牲。天網恢恢，東尼·史塔克當年力保復仇者聯盟的下一代安全，將他們撫養成人，成為明日的少年復仇者。今日，少年復仇者將繼續當年其父母未完成的任務！

## 角色
- 諾亞·克勞佛 飾 占士（美國隊長和黑寡婦之子）
- 布倫娜·歐布萊恩 飾 杜雲（雷神托爾之女）
- Aidan Drummond 飾 派姆（黃蜂女和巨人之子）
- Dempsey Pappion 飾 阿澤利（黑豹和暴風女之子）
- 安德里安·派崔沃 飾 法蘭斯·巴頓（鷹眼和仿聲鳥之子）
- 湯姆·凱恩 飾 東尼·史塔克 / 奧創
- 弗瑞德・塔塔薛瑞 飾 綠巨人浩克
- 肖恩·麥唐諾 飾 幻視
- 麥可·亞當思韋特 飾 雷神托爾
- 肯·克萊默 飾 布魯斯·班納
- 妮可·奧利佛 飾 貝蒂·羅斯

## 外部連結
- 互联网电影数据库（IMDb）上《少年復仇者聯盟：明日英雄》的资料（英文）
- 豆瓣电影上《少年復仇者聯盟：明日英雄》的資料 （简体中文）